# 19183 Amati
19183 Amati è un asteroide della fascia principale. Scoperto nel 1991, presenta un'orbita caratterizzata da un semiasse maggiore pari a 2,6626706 UA e da un'eccentricità di 0,1815187, inclinata di 12,80613° rispetto all'eclittica.